# EC 1.8.7
La EC 1.8.7 è una sotto-sottoclasse della classificazione EC relativa agli enzimi. Si tratta di una sottoclasse delle ossidoreduttasi che include enzimi che agiscono su donatori di elettroni contenenti un solfuro ed accettori con centri ferro-zolfo.

## Enzimi appartenenti alla sotto-sottoclasse
| numero EC  | nome accettato                   |
| ---------- | -------------------------------- |
| EC 1.8.7.1 | solfito reduttasi (ferrodossina) |